# Ripe (Grecia)
Ripe (en griego antiguo Ῥίπη; pronunciación moderna Ripi) fue una ciudad de Arcadia.
Fue una ciudad homérica y lo único que se conoce de ella es lo que Homero refiere en el II canto de la Ilíada. Según él, participó en la guerra de Troya con el resto de los arcadios bajo el mando de Agapenor.
La localización exacta de la antigua ciudad es desconocida, pero se cree que es alguno de los muchos poblados prehistóricos que se han excavado en la zona de Dafni.